# Robert Bonnet

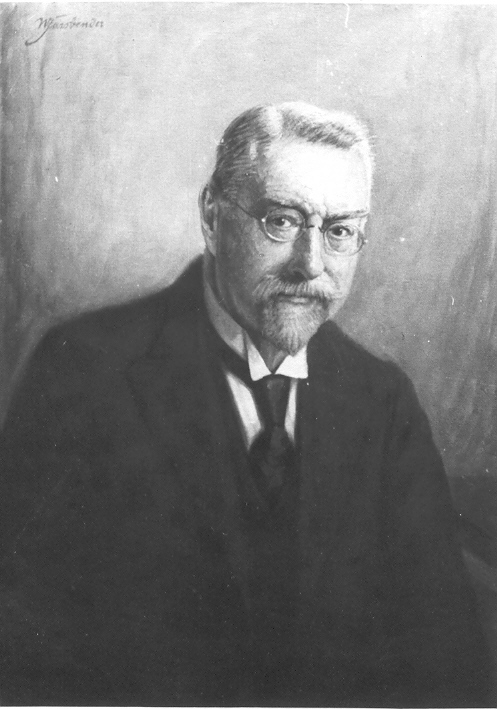
Robert Bonnet

Robert Bonnet (* 17. Februar 1851 in Augsburg; † 13. Oktober 1921 in Würzburg) war ein deutscher Anatom.

## Leben
Bonnet studierte an der Ludwig-Maximilians-Universität München und der Georg-August-Universität Göttingen Medizin. Er wurde Mitglied des Corps Suevia München (1871) und des Corps Brunsviga Göttingen (1872). 1876 wurde er in München zum Dr. med. promoviert. Von 1878 bis 1880 war er Prosektor. 1880 wurde er Assistent am Anatomischen Institut in München. In diesem habilitierte er sich auch. 
1881 wurde er zum Professor an der Königlichen Centraltierarzneischule in München ernannt. 1889 wurde er außerordentlicher Professor und Nachfolger Philipp Stöhrs an der Universität Würzburg und 1891 wechselte er an die Hessische Ludwigs-Universität Gießen als Ordinarius für Anatomie und Direktor des Anatomischen Instituts. 1895 wurde er Professor an der Universität Greifswald. 1904 wurde er in die Akademie der Wissenschaften zu Göttingen gewählt. 1906/07 war er ihr  Rektor. 1907 wechselte er an die Rheinische Friedrich-Wilhelms-Universität Bonn. Im März 1913 berichtete er über ihre anatomische Lehrsammlung.
Der Gynäkologe Oskar Polano ist ein Schwiegersohn Bonnets.

## Werke
- Bau und Kreislaufsverhältnisse der Acephalenkieme.
- Studien über die Nerven der Haarbälge.
- Die Uterinmilch und ihre Bedeutung für die Frucht. Stuttgart: Cotta, 1882 (Aus: Beiträge z. Biologie Jubiläumsschr. für Geh. R. V. Bischoff).
- Über Melanose der Uterinschleimhaut.
- Beiträge zur Embryologie der Wiederkäuer, gewonnen am Schafe.
- Haarspindeln und Haarspiralen.
- Haut und Anhänge der Haussäugetiere.
- Die stummelschwänzigen Hunde im Hinblick auf die Vererbung von Verstümmelungen.
- Blätter zur plastischen Anatomie des Pferdes.
- Das Vogelei.
- Über Hypotrichosis congenita universalis.
- Die Eihäute des Pferdes.
- Über Eingeweidemelanose.
- Grundriss der Embryologie der Haussäugetiere.
- Die Mammaorgane im Lichte der Ontogenie und Phylogenie.
- Beiträge zur Embryologie des Hundes.
- Über Kataplastische und anaplastische Organe. Wiesbaden: Bergmann, 1914. Ergebnisse d. Anatomie u. Entwicklungsgesch; 21. S. 325–564.
- Grundriss der Entwicklungsgeschichte der Haussäugetiere. Berlin: Parey, 1891; 2. Aufl. 1912.
- mit Max Verworn und Gustav Steinmann: Der diluviale Menschenfund von Obercassel bei Bonn. Wiesbaden 1919.

## Herausgeber
- Ergebnisse der Anatomie und Entwicklungsgeschichte (ab 1892)
- mit Friedrich Merkel: Anatomische Hefte